# Hamadruas hieroglyphica
Hamadruas hieroglyphica là một loài nhện trong họ Oxyopidae.
Loài này thuộc chi Hamadruas. Hamadruas hieroglyphica được Tord Tamerlan Teodor Thorell miêu tả năm 1887.